# أشرف بيت تيسير
أشرف عيد تيسير بيت تيسير (مواليد 29 سبتمبر 1982) هو لاعب كرة قدم عماني سابق. كان آخر نادي لعب له هو ظفار في دوري المحترفين العماني.

## إحصائيات المسيرة الرياضية
| النادي        | الموسم        | الدرجة         | الدوري    | الدوري  | الكأس     | الكأس   | القارة    | القارة  | أخرى      | أخرى    | المجموع   | المجموع |
| النادي        | الموسم        | الدرجة         | المباريات | الأهداف | المباريات | الأهداف | المباريات | الأهداف | المباريات | الأهداف | المباريات | الأهداف |
| ------------- | ------------- | -------------- | --------- | ------- | --------- | ------- | --------- | ------- | --------- | ------- | --------- | ------- |
| النصر         | 2007–08       | دوري المحترفين | -         | 2       | -         | 0       | 0         | 0       | -         | 0       | -         | 2       |
| النصر         | المجموع       | المجموع        | -         | 2       | -         | 0       | 0         | 0       | -         | 0       | -         | 2       |
| المجموع الكلي | المجموع الكلي | المجموع الكلي  | -         | 2       | -         | 0       | 0         | 0       | -         | 0       | -         | 2       |